# خانه حسن شفیعی
خانه حسن شفیعی مربوط به اواخر دوره قاجاریه است و در شهرستان نجف‌آباد، بخش مهردشت، شهر علویجه، خیابان امام حسینی، کوچه پای‌جوی، بن‌بست یاس، پلاک ۲۷ واقع شده و این اثر در تاریخ ۸ بهمن ۱۳۸۵ با شمارهٔ ثبت ۱۷۰۳۴ به عنوان یکی از آثار ملی ایران به ثبت رسیده است.